# Віа Девана
52°36′01″ пн. ш. 1°02′07″ зх. д. / 52.6002° пн. ш. 1.03529° зх. д.
Віа Девана (лат. Via Devana) — римська дорога в Британії, що йшла з Colonia Victricensis (зараз Колчестер) в Deva (зараз Честер).
Обидва міста були важливими римськими аванпостами в Британії, тому дорога мала більше військове, ніж цивільне значення.
Після того, як римляни покинули Британію, дорога занепала, тому її маршрут досить важко встановити, особливо на північній ділянці.

## Маршрут
Віа Девана проходила через важливі римські міста в Британії:
- Colonia Victricensis (зараз Колчестер)
- Durolipons (пізніше Cantabrigia) (зараз Кембридж)
- Durolipus чи Durovigutum, (зараз Гантінгдон), де перетиналась з Ermine Street
- Corby
- Medbourne
- Ratae Corieltauvorum (зараз Лестер), де перетиналась з Fosse Way
- Manduessedum (зараз Mancetter), де з'єднувалась з Watling Street
- Penncrucium (зараз Water Eaton)
- Mediolan (або Mediolanum) (зараз Whitchurch)
- Deva (зараз Честер)